# Hostage – Entführt
Hostage – Entführt (Originaltitel: Hostage) ist ein US-amerikanisch-deutscher Thriller aus dem Jahr 2005 von Regisseur Florent Emilio Siri mit Bruce Willis in der Hauptrolle. Das Drehbuch basiert auf dem gleichnamigen Roman aus dem Jahr 2001 von Robert Crais.

## Handlung
Jeff Talley leitet die Lokalpolizei in dem kleinen Ort Bristo Camino in Ventura County, obwohl er für diese Tätigkeit deutlich überqualifiziert ist. Früher war er bei Entführungen und Geiselnahmen der Chef-Vermittler des LAPD Los Angeles. Diese Karriere gab er freiwillig auf, nachdem ein geistig gestörter Geiselnehmer vor seinem Selbstmord seine Frau und den gemeinsamen Sohn tötete. Talley hätte den Sohn retten können, wenn er die Mutter geopfert hätte. Als der Sohn in seinen Armen starb, gab er sich die Schuld an dem Blutbad und entschied sich für den Wechsel in die ländliche Region.
In Bristo Camino leben auch Walter Smith und seine Kinder Jennifer und Tommy. Sie bewohnen eine luxuriöse Villa an einem Berghang. Smith führt nach außen ein normales Leben, arbeitet jedoch als Buchhalter für eine kriminelle Vereinigung. Die drei Jugendlichen Dennis Kelly, dessen Bruder Kevin und ihr gemeinsamer psychopathischer Bekannter Marshall „Mars“ Krupcheck werden auf die offenbar reichen Smiths in der Stadt aufmerksam. Dennis beschließt, deren wertvollen Cadillac zu stehlen. Um an die Autoschlüssel zu gelangen, brechen sie in die Villa ein, werden dort allerdings von der Familie überrascht. Bei einem Handgemenge wird Walter Smith von Dennis mit einer Pistole niedergeschlagen. Die Kinder der Smiths werden gefesselt, sodass die Eindringlinge ungestört das Haus durchsuchen können. Dem kleinen Tommy gelingt es jedoch vorher, den stillen Alarm auszulösen. Eine Streifenpolizistin geht dem Alarm nach, wird aber von Mars am Tor der Villa niedergeschossen. Mars hörte über den laufenden Funkverkehr, dass das Fahrzeug, mit dem sie gekommen sind und das vor dem Haus steht, auf der Fahndungsliste steht und die Polizistin Verdacht schöpfte. Der kurz danach eintreffende Jeff Talley versucht noch, die Polizistin zu retten, jedoch stirbt diese in seinen Armen.
Talley sieht sich erneut einer Geiselnahme gegenüber und ist froh, die Einsatzleitung schnell wieder abgeben zu können. Da die kriminelle Vereinigung, für die Smith arbeitet, dringend darauf angewiesen ist, geheime Informationen von Walter Smith zu bekommen, die dieser kurz zuvor auf einer DVD gespeichert hatte, entwickelt sich die Rolle von Talley bei dieser Geiselnahme doch anders: Die Bande entführt Talleys Familie und zwingt ihn, Verhandlungen mit den jugendlichen Einbrechern aufzunehmen, damit mit seiner Hilfe die Bande an die Informationen aus dem Haus der Smiths kommt.
Tommy konnte sich inzwischen befreien und mit dem Handy seiner Schwester Talley erreichen. Talley wird so wieder zum Leiter der Einsatzleitung und sorgt dafür, dass Tommy die benötigte DVD aus dem Büro seines Vaters holt.
Nach einigen Verhandlungen mit Dennis gelingt es Talley, den verletzten Walter Smith aus dem Haus zu evakuieren. Er lässt den Krankenwagen jedoch nicht sofort ins Krankenhaus fahren, sondern will vorher noch von Smith in Erfahrung bringen, welche geheimen Informationen die Bande so dringend von ihm benötigt. Gleichzeitig lässt er über die Medien verbreiten, Smith sei auf dem Weg ins Krankenhaus verstorben.
Talley trifft mit Dennis ein Abkommen, wonach die Jugendlichen mit einem Helikopter das Haus verlassen können. Die Aktion scheitert jedoch, da Mars entgegen der Abmachung Jennifer als Geisel mitnehmen will, weil er sie inzwischen als „sein Mädchen“ betrachtet. Danach spitzt sich die Lage im Haus weiter zu. Der psychopathische Mars stürzt zuerst Kevin, der das Haus verlassen will, über eine Treppe zu Tode und erschießt danach Dennis. Tommy schafft es, seine ans Bett gefesselte Schwester zu befreien und diese kann Mars, der sie ständig bedrängt, mit einem Messer im Gesicht verletzen und beide Kinder fliehen. Doch die Wunde hindert Mars nicht daran, die Kinder zu verfolgen.
Talley stürmt darauf im Alleingang das Haus, um die Kinder zu retten. Mars bereitet währenddessen einige Molotow-Cocktails vor, um damit das Haus der Smiths in Brand zu stecken. Die kriminelle Vereinigung verschafft sich als FBI-Einheit getarnt ebenfalls Zugang zum Haus, um die für sie so wichtige DVD in die Hände zu bekommen. Dabei wird ein Großteil ihres Teams von Mars ausgeschaltet, der inzwischen das Haus in Brand gesteckt hat. Talley und die Kinder werden bei ihrer Flucht aus dem brennenden Haus von einem der Gangster aufgehalten, der sie erschießen will, aber von Mars durch einen aus dem Hinterhalt geworfenen Molotow-Cocktail getötet wird. Mars will nun auch Talley und die Kinder töten. Jedoch zögert er, seinen letzten Molotow-Cocktail zu werfen, weil er Jennifer ansieht, für die er anscheinend Gefühle entwickelt hat. Schließlich lässt er – gewollt oder ungewollt – den letzten Molotow-Cocktail aus seiner Hand fallen und verbrennt dadurch selbst. Dadurch können Talley und die Kinder fliehen.
Zum Schluss gelingt es Jeff Talley mit der Hilfe von Walter, seine eigene Familie zu befreien: Walter, dankbar für die Rettung seiner eigenen Kinder, erschießt den vermeintlichen Anführer der Bande und ermöglicht es Talley so, seine eigene Familie zu retten. Bei der Befreiungsaktion werden alle Geiselnehmer getötet und Talley fährt mit seiner Familie und Walter in einem Krankenwagen weg. Es bleibt unklar, wer genau die verbrecherischen Auftraggeber des Buchhalters waren und was der Inhalt der DVD war.

## Hintergrund
- Die DVD mit den Daten wird im Film in die DVD-Hülle des 1943 erschienenen Ernst-Lubitsch-Films Heaven Can Wait (deutscher Titel: Ein himmlischer Sünder) gesteckt. Dabei handelt es sich allerdings um ein fiktives Motiv, da dieser Film zum Zeitpunkt der Dreharbeiten lediglich auf VHS-Kassette veröffentlicht war. Die ebenfalls im Film gezeigte DVD-Hülle des 1978 erschienenen gleichnamigen Films Heaven Can Wait (deutscher Titel: Der Himmel soll warten) ist die tatsächlich veröffentlichte.
- Jeff Talleys Tochter Amanda wird von Bruce Willis’ ältester Tochter Rumer Willis gespielt.
- Der Film wurde in Kalifornien gedreht, an verschiedenen Originalschauplätzen und in den Raleigh Studios in Los Angeles.
- Die Produktionskosten wurden auf rund 52 Millionen US-Dollar geschätzt. Der Film spielte in den Kinos weltweit rund 78 Millionen US-Dollar ein, davon rund 34 Millionen US-Dollar in den USA.[2]
- Kinostart in den USA war am 11. März 2005, in Deutschland am 17. März 2005.[3]

## Kritiken

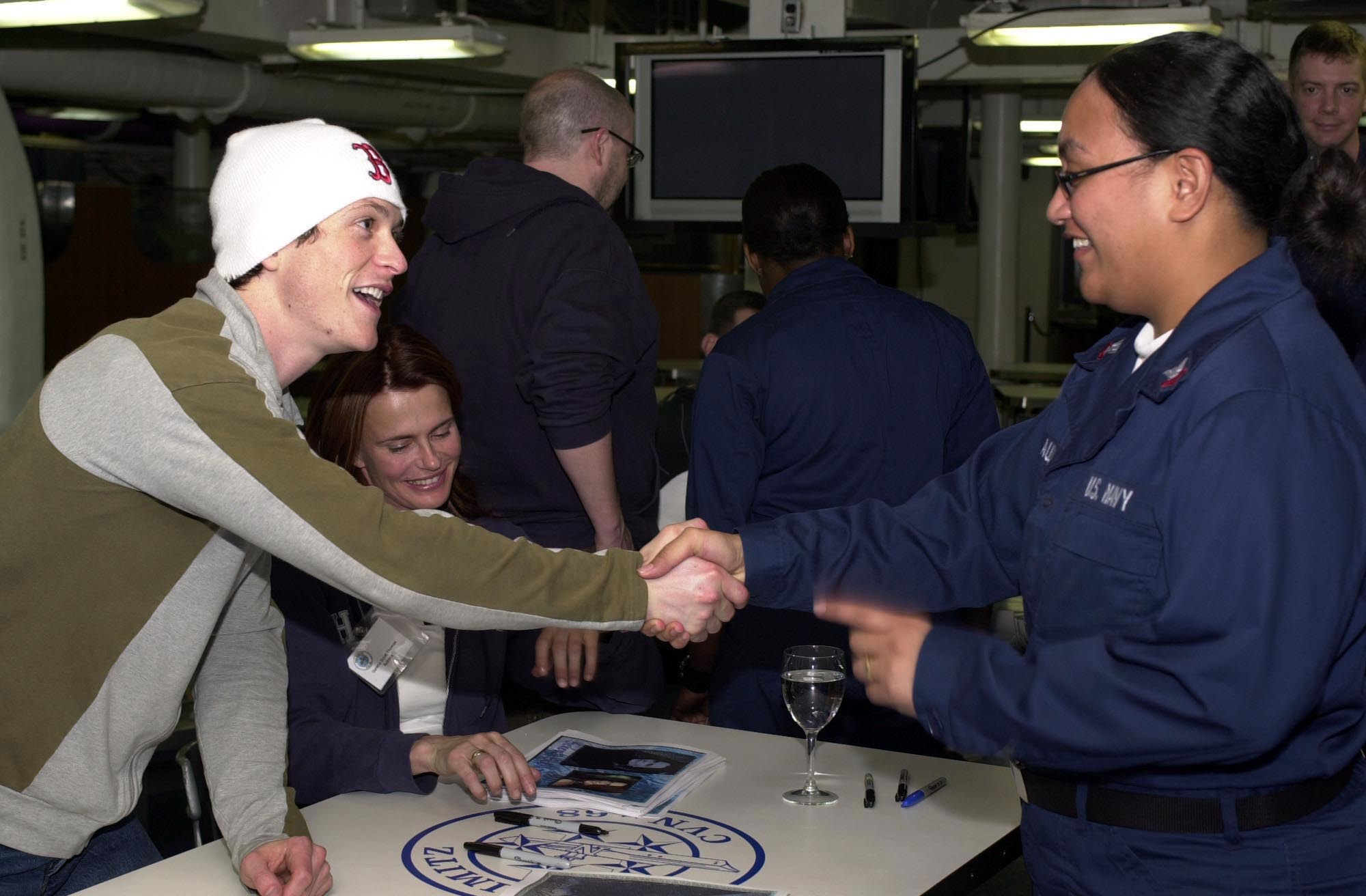
Jonathan Tucker und Serena Scott Thomas (sitzend) geben Autogramme

„Der französische Filmemacher Florent Siri (Das tödliche Wespennest) überrascht mit einer einfallsreichen, komplexen Thriller-Story, in der sich auch Hauptdarsteller Bruce Willis wieder von seiner besten Seite zeigt. Drastisch, dramatisch und düster!“

„Der raffiniert konstruierte Thriller verdoppelt Konfliktsituationen und spiegelt sie wechselseitig, hat aber außer den fintenreichen Plotverwicklungen nur wenig zu bieten. Vor allem die Charakterisierung der Figuren lässt Schwächen erkennen.“

„Explosive Action in eleganter Optik, mit einem Bruce Willis in Hochform.“

## Auszeichnungen und Nominierungen
- Der Film erhielt eine Nominierung für einen Taurus Award 2005 für den Besten Feuer-Stunt.
- Die Deutsche Film- und Medienbewertung in Wiesbaden verlieh dem Film das Prädikat „wertvoll“.[6]